# Gud, vår jord är gjord av dig
Gud, vår jord är gjord av dig är en psalm med text skriven 1989 av Per Harling. Musiken är traditionell från Filippinerna.

## Publicerad som
- Nr 887 i Psalmer i 90-talet under rubriken "Tillsammans på jorden".